# Dóc
Dóc  este un sat în districtul Szeged, județul Csongrád, Ungaria, având o populație de 759 de locuitori (2011). 

## Demografie
Componența etnică a satului Dóc
     Maghiari (95,62%)
     Romi (3,83%)
     Români (0,55%)
Componența confesională a satului Dóc
     Romano-catolici (59,03%)
     Fără religie (19,24%)
     Reformați (1,84%)
     Necunoscută (19,37%)
     Atei (0,53%)
     Alte religii (2,11%)
Conform recensământului din 2011, satul Dóc avea 759 de locuitori. Din punct de vedere etnic, majoritatea locuitorilor (95,62%) erau maghiari, cu o minoritate de romi (3,83%).  Din punct de vedere confesional, majoritatea locuitorilor (59,03%) erau romano-catolici, existând și minorități de persoane fără religie (19,24%) și reformați (1,84%). Pentru 19,37% din locuitori nu este cunoscută apartenența confesională.